# A View from the Top of the World
Albums de Dream Theater
Distance over Time
(2019) Parasomnia
(2025)
Singles
1. The Alien
Sortie : 13 août 2021
2. Invisible Monster
Sortie : 22 septembre 2021

A View from the Top of the World est le quinzième album studio de Dream Theater, sorti le 22 octobre 2021. L'album est enregistré au Dream Theater Headquarter (DTHQ), le studio du groupe. La tournée nord-américaine commence le 28 octobre à Mesa en Arizona.
Le 13 août 2021, Dream Theater dévoile en avance le premier single de l'album : The Alien. Cette chanson permettra au groupe d'obtenir son premier Grammy Award lors de la 64e cérémonie dans la catégorie de la meilleure prestation metal.

## Liste des titres
| 1.    | The Alien                        | 9:32  |
| 2.    | Answering the Call               | 7:35  |
| 3.    | Invisible Monster                | 6:31  |
| 4.    | Sleeping Giant                   | 10:05 |
| 5.    | Transcending Time                | 6:25  |
| 6.    | Awaken the Master                | 9:47  |
| 7.    | A View from the Top of the World | 20:24 |
| 70:19 |                                  |       |

## Crédits
| - James LaBrie : chant - John Petrucci : guitare, production - John Myung : basse - Jordan Rudess : clavier - Mike Mangini : batterie | - James Meslin : ingénieur du son - Andy Sneap : mixage, mastering - Hugh Syme : pochette |